# Eddie Quigley
Edward „Eddie“ Quigley (* 13. Juli 1921 in Bury; † 18. April 1997) war ein englischer Fußballspieler und -trainer.

## Sportlicher Werdegang
Quigley begann seine Fußballkarriere als Teenager beim FC Bury. Nach Wiederaufnahme des Spielbetriebs nach dem Zweiten Weltkrieg anfangs als Abwehrspieler eingesetzt, etablierte er sich im Frühjahr 1947 als Stürmer in der Second Division. Im Herbst des Jahres wechselte er für 12000 Pfund innerhalb der Liga zu Sheffield Wednesday. Dort war er in der Spielzeit 1947/48 mit 23 Torschützenkönig, mit dem Klub erreichte er den vierten Tabellenplatz. Auch in der Folge war er als regelmäßiger Torschütze erfolgreich, da er Klub ihm jedoch nicht erlaubte, als gelernter Elektriker sein Gewerbe in Teilzeit fortzuführen, bat er um einen Wechsel. Im Dezember 1949 ging er daraufhin zu Preston North End, der Klub war im Sommer aus der First Division abgestiegen. Mit der Ablösesumme von 29500 Pfund wurde ein neuer Weltrekord aufgestellt, ironischerweise wurde dabei der bisherige Rekord von Quigleys Neffen Johnny Morris beim Wechsel von Manchester United zu Derby County im Frühjahr 1949 überboten. Hier konnte er jedoch nicht an die vorherigen Torgefährlichkeit anknüpfen, wenngleich der Klub am Ende der Zweitligasaison 1950/51 als Meister den Wiederaufstieg schaffte.
Im November 1951 wechselte Quigley zu den Blackburn Rovers zurück in die Second Division. Hier kehrte er wieder zu alter Torgefahr zurück und in der Spielzeit 1954/55 erzielte der Klub 114 Saisontore, das Sturmduo Tommy Briggs (33 Treffer) und Quigley (28 Treffer) zeigte sich dabei besonders torgefährlich. Mit vier Punkten Rückstand auf Zweitligameister Birmingham City reichte es dennoch nur zum sechsten Tabellenplatz. Im August 1956 kehrte er zum FC Bury zurück, wo er in zehn Spielen drei Tore erzielte. Anschließend ließ er als Spielertrainer beim AFC Mossley im Non-League football seine Karriere ausklingen.
1962 kehrte Quigley als Jugendtrainer und Scout zum FC Bury zurück und entdeckte dort Colin Bell und Alec Lindsay. 1965 übernahm er das Traineramt bei Stockport County, ehe er im Sommer 1966 als Trainerassistent von Jack Marshall zu seinem Ex-Klub Blackburn Rovers zurückkehrte. Nach dessen Abgang im Februar 1967 wurde er zunächst interimistisch, später hauptamtlich zum Cheftrainer befördert. War der Klub zwischenzeitlich erstklassig gewesen, stagnierte die Entwicklung unter seiner Leitung und die Mannschaft stand zeitweise im Abstiegskampf. Im Oktober 1970 übergab er das Traineramt an Johnny Carey und wechselte in die Jugendarbeit beim Klub. Nachdem der Klub jedoch am Ende der Spielzeit 1970/71 nur einen Abstiegsplatz belegt hatte, wurde die sportliche Leitung umgebaut und beide mussten ihre jeweiligen Posten aufgeben. Später war er erneut kurzzeitig Cheftrainer bei Stockport County, ehe er als Chefscout zwischen 1979 und Mai 1981 abermals für die Rovers tätig war. Nach anschließender Tätigkeit im Scouting für den FC Blackpool verabschiedete er sich in den 1980er Jahren in den Ruhestand.